# Anathelges resupinatus
Anathelges resupinatus là một loài chân đều trong họ Bopyridae. Loài này được Müller miêu tả khoa học năm 1871.